# Tejido biomédico
Un tejido biomédico es un tejido biológico usado para el trasplante de órganos y para la investigación médica, particularmente en lo relacionado con el cáncer. Combina células y moléculas biológicamente activas para crear tejidos funcionales. Cuando el tejido biomédico se utiliza en la investigación, se denomina espécimen biológico. 
Estos tejidos y órganos pueden denominarse implante de tejidos, alotrasplante, xenotrasplante, injerto de piel, trasplante de tejido humano o implante de hueso. El tejido se almacena en establecimientos de tejidos o bancos de tejidos en condiciones criogénicas. Fluidos como la sangre, los productos de la sangre y la orina se almacenan en bancos de fluidos en condiciones similares a las de los tejidos.

## Regulación
La recolección, almacenamiento, análisis y trasplantación de tejidos humanos involucra cuestiones tanto éticas como de seguridad, y es fuertemente regulada. Cada país posee su propio marco para asegurar la seguridad de los productos de tejidos humanos.
La regulación para el trasplante en el Reino Unido se basa en el Decreto del Tejido Humano, realizado en el 2004 y gestionado por la Autoridad del Tejido Humano.
El banco de tejidos en los Estados Unidos es monitoreado por la Administración de Alimentos y Medicamentos (FDA). El código de la regulación federal expone los siguientes puntos:
- Pruebas de cribado y de donantes: la determinación de la idoneidad de los donantes de tejidos humanos destinados al trasplante.
- Procedimientos y registros: los procedimientos y registros escritos deben guardarse.
- Inspección del establecimiento de tejidos: se inspeccionarán los tejidos importados provenientes de otros países, así como la retención, recuperación y destrucción de tejidos humanos.

## Casos notables de regulación
- Servicios de Tejidos Biomédicos, Inc. (BTS, por sus siglas en inglés), se encuentra realizando una investigación de la FDA.[3]